# Literaturmuseum „Theodor Storm“

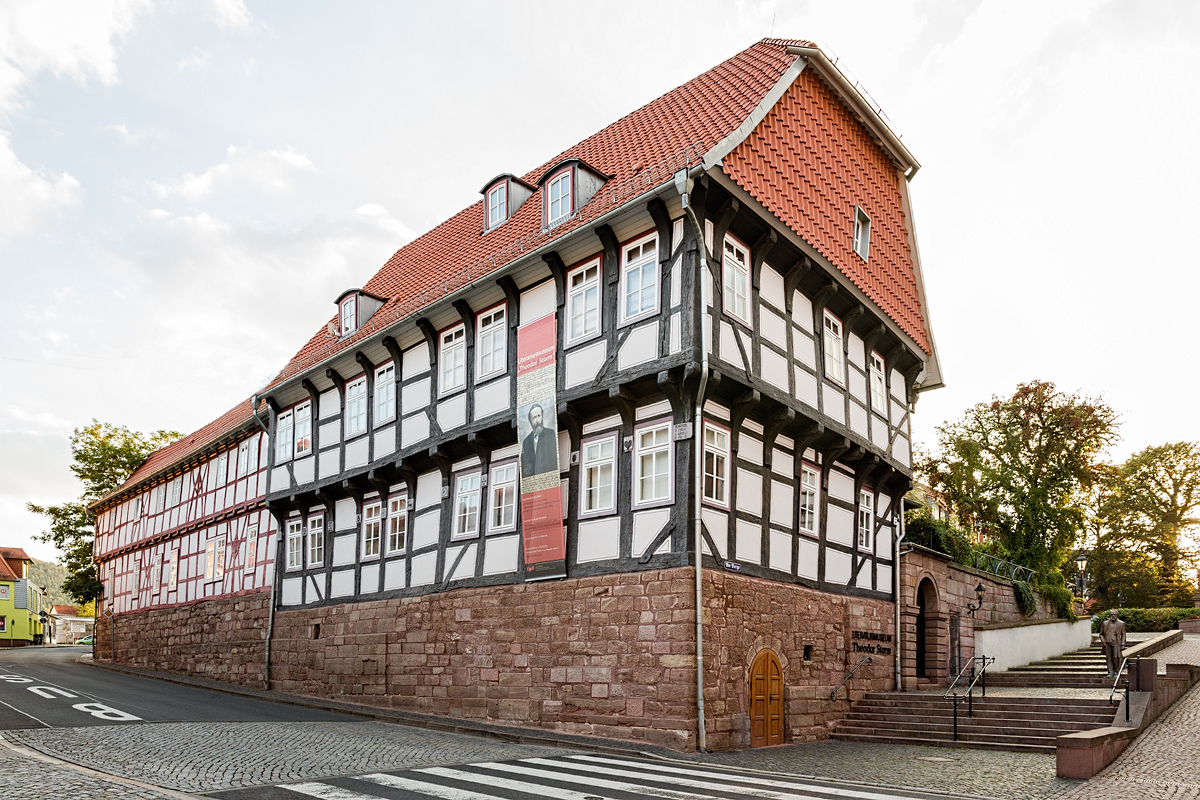
Literaturmuseum „Theodor Storm“, Heilbad Heiligenstadt

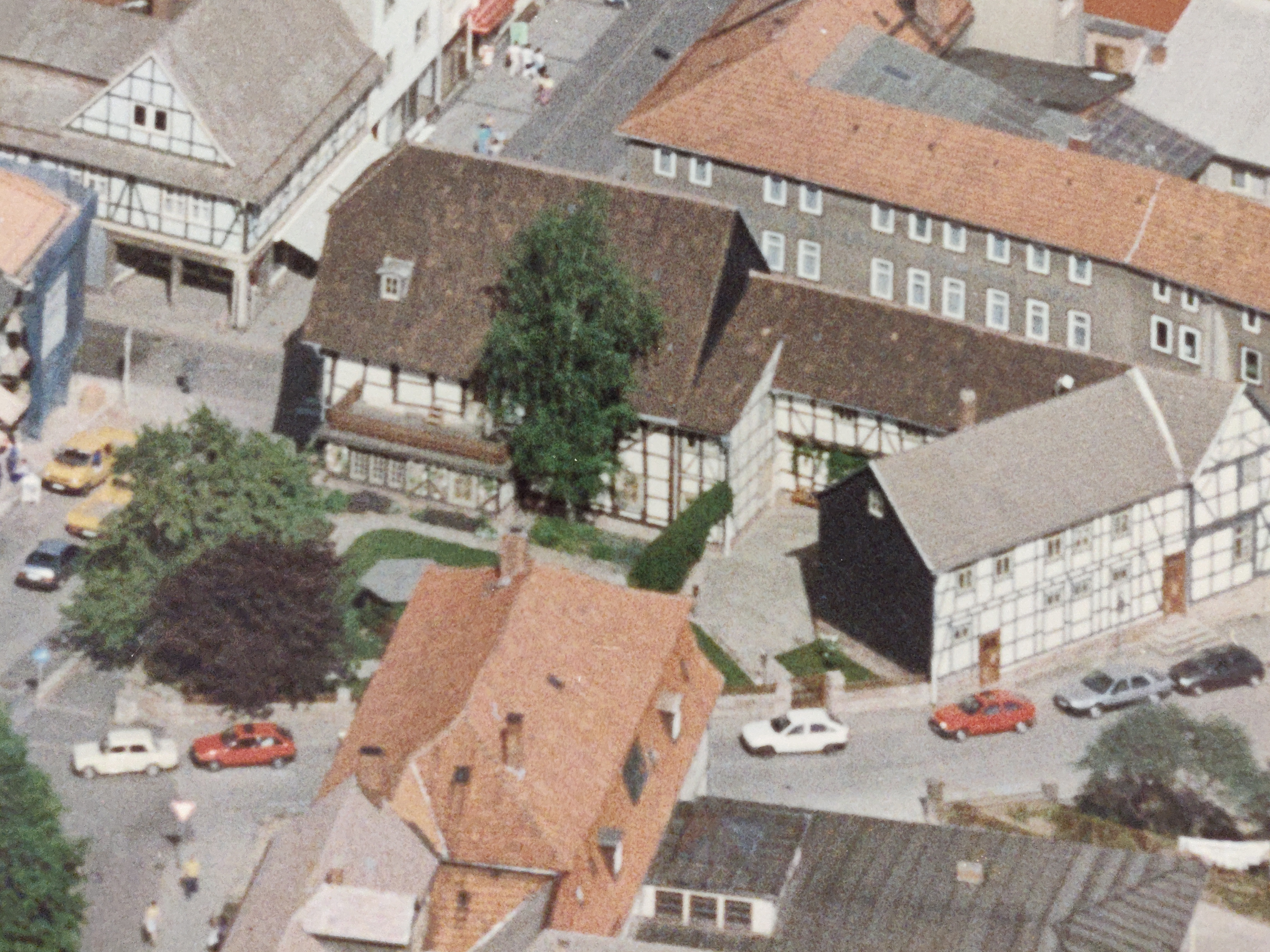
Luftaufnahme des Literaturmuseums im Jahr 1992.

Das Literaturmuseum „Theodor Storm“ in Heilbad Heiligenstadt im Landkreis Eichsfeld wurde anlässlich des 100. Todestages Theodor Storms 1988 eröffnet. Es ist in dem sogenannten Mainzer Haus in Heiligenstadt untergebracht und stellt Leben und Werk des Dichters dar, insbesondere mit einem Fokus auf die Zeit von Storm in der Kreisstadt des ehemaligen Landkreises Heiligenstadt zwischen 1856 und 1864.

## Mainzer Haus
Das Literaturmuseum befindet sich in dem 1436 erbauten Mainzer Haus in der Innenstadt von Heiligenstadt. Die urkundliche Ersterwähnung des Grundstücks war bereits im Jahr 1367. Den Bauauftrag für das Haus erteilte der Erzbischof Dietrich Schenk von Erbach 1434 zusammen mit einer Lehensvergabe an den Bürger Wyland, der sich verpflichtete, bei Besuch des Erzbischofs diesen aufzunehmen. Umgekehrt war das Haus von der Steuer befreit, also als sog. Freihaus privilegiert. Die Motive an der Ostfassade im ersten Stockwerk gehen zurück auf die Vorlieben des Bischofs: sie zeigen ihn als Freund der Jagd (Hase, Hirsch, Herz), als Weinliebhaber (Weinranken, Traube) bzw. verweisen auf seine Amtsstellung (Weihekreuz).
Das freistehende Haus hat als eines der wenigen privaten Häuser den Stadtbrand von 1739 überstanden und gehört zu den ältesten Gebäuden Heiligenstadts. Als erzbischöfliches Haus im fränkischen Fachwerkstil für Mainzer Beamte errichtet gehört es zu den bedeutendsten Baudenkmälern des Eichsfelds. Storm selbst hat das Haus während seiner Heiligenstädter Zeit nicht bewohnt, es jedoch auf dem Weg von seiner Wohnung in der Wilhelmstraße 73 zum Gericht passiert. Daran erinnert die Bronzeplastik von Werner Löwe vor dem Haupteingang.

## Geschichte

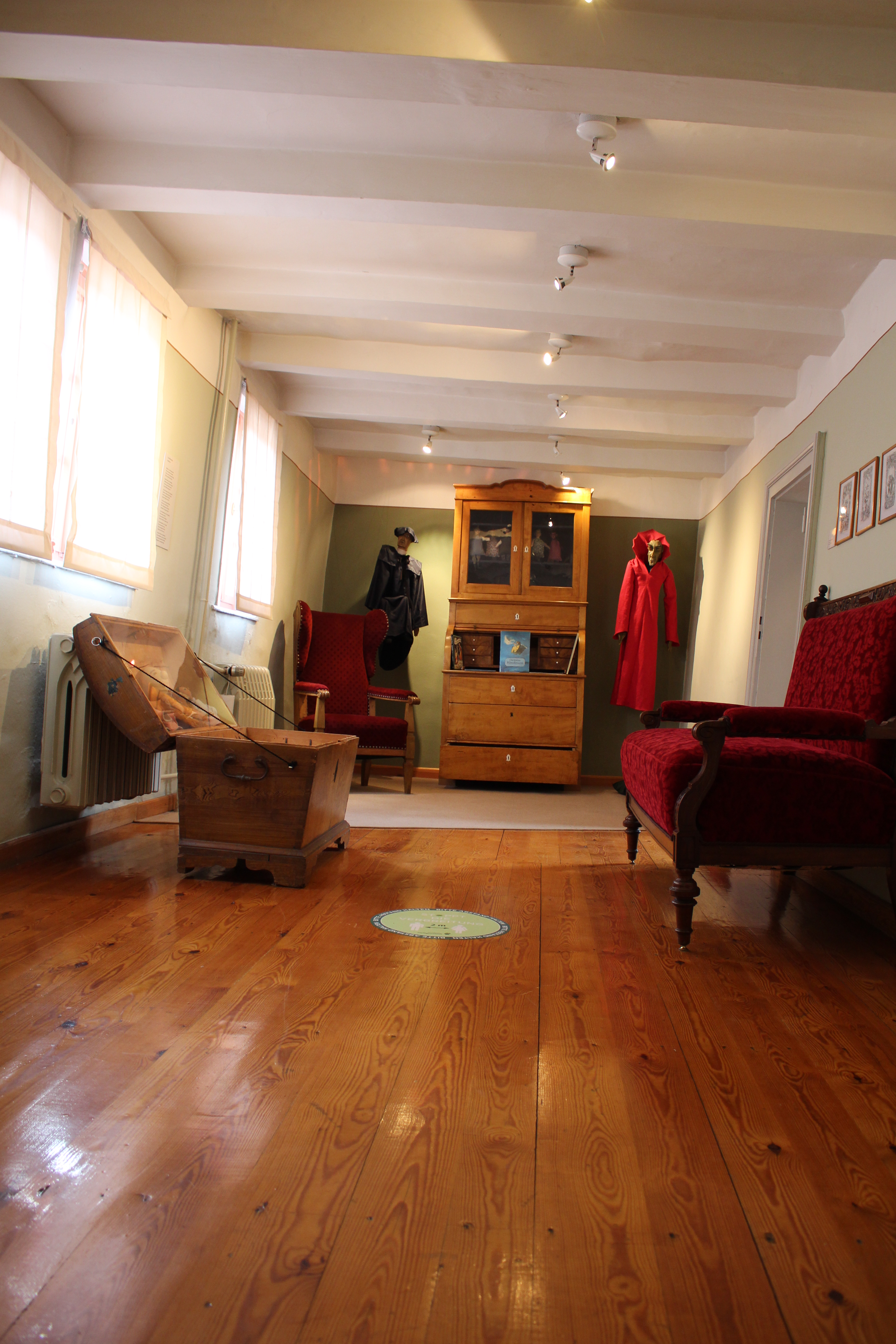
Märchenzimmer mit Leseecke im Literaturmuseum „Theodor Storm“, Heilbad Heiligenstadt

Das Museum wurde am 4. Juli 1988 eröffnet, am selben Tag wurde auch die vor dem Museum stehende Storm-Statue des Bildhauers Werner Löwe enthüllt. Maßgeblich beteiligt am Umbau des Gebäudes und dem Aufbau des Museums war Werner Henning, nachmaliger Landrat des Landkreises Heiligenstadt und des Landkreises Eichsfeld. Zum ersten Leiter des Literaturmuseums wurde Michael Böhm ernannt. 1992 fanden die 1. Stormtage in Heiligenstadt unter der Leitung von Antonia Günther statt, seitdem finden regelmäßig Stormtage in Heiligenstadt statt. Die jährlichen wissenschaftlichen „Storm-Blätter aus Heiligenstadt“ erschienen erstmals 1995.
Die Sammlung des Museums umfasst nahezu sämtliche Literatur von und über Theodor Storm. Ein zweiter Sammelschwerpunkt besteht in Illustrationen und freien künstlerischen Arbeiten zu Storms Leben und Werk, von Zeitgenossen wie Ludwig Pietsch bis in die Gegenwart, so etwa ein Storm-Porträt von Wolfgang Peuker. Die Sammlung wurde 1998 durch den Nachlass des Heiligenstädter Puppenspielers Ignaz Tschich (1879–1963) erweitert. Das Heinrich-Heine-Zimmer, das sich dem in Heiligenstadt getauften Heine widmet, wurde 2000 eingerichtet.
2003 wurde die Literaturwissenschaftlerin Regina Fasold die Leiterin des Museums und blieb es bis zu ihrem Ruhestand 2018. Die von Fasold konzipierte Dauerausstellung „Theodor Storm in Heiligenstadt“ wurde 2005 eröffnet. Auf Initiative von Karl-Heinz Wittkowski und dem Lions Club wurde der kleine zum Mainzer Haus gehörende Stadtgarten 2006 zu einem Rosengarten mit historischen Pflanzen umgestaltet. Der Theodor-Storm-Verein Heilbad Heiligenstadt übernahm 2008 das Museum von der Stadt Heiligenstadt. Der Storm-Verein organisiert verschiedene kulturelle Veranstaltungen und Ausstellungen im Museum.
Die Sammlung wurde 2017 durch Schenkungen von Nachfahren Storms erweitert. Seit 2018 ist der Literaturwissenschaftler Gideon Haut Leiter des Museums. Im April 2020 wurde ein virtueller Rundgang durch das Museum zur digitalen Besichtigung erstellt.

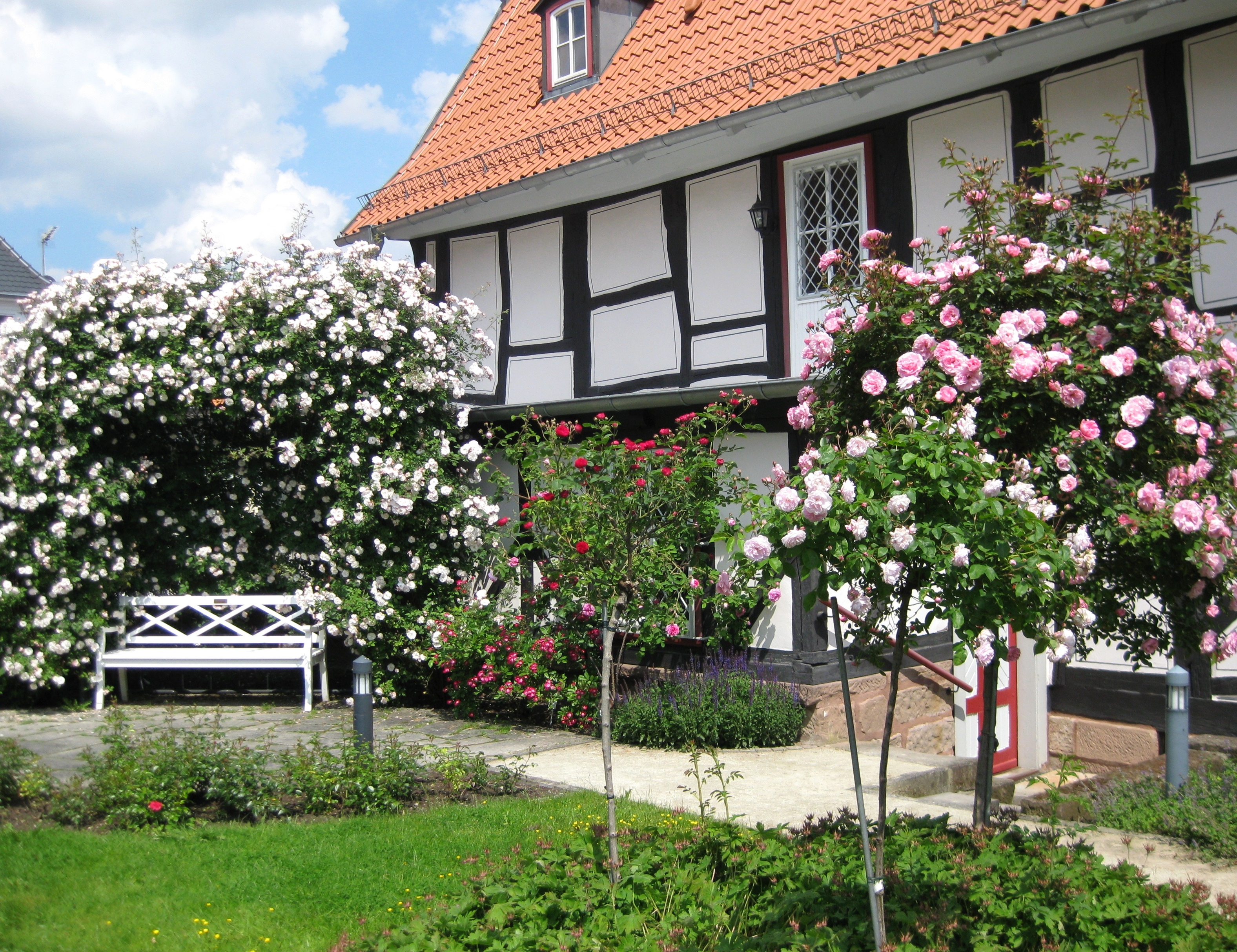
Rosengarten am Literaturmuseum

## Dauerausstellung
Die Dauerausstellung des Museums, „Theodor Storm in Heiligenstadt“, führt in die Lebenswelt und das künstlerische Schaffen Storms während des siebeneinhalbjährigen Aufenthaltes im Eichsfeld ein. In sieben Räumen besteht die Ausstellung aus Installationen und einer Dokumentation, die in sechs Themenbereiche gegliedert ist: „Fremd gewordene Heimat“, „Heimat in der Fremde“, „Der Lyriker in der Heiligenstädter Zeit“, „Der Novellist in der Heiligenstädter Zeit“, „Theodor Storms Weihnachten“ und „Der Märchensammler und Märchendichter“. Durch die Dauerausstellung führt seit Juli 2020 ein Audioguide von Kindern für Kinder.
2023 wurde die Ausstellung durch eine Installation des Erfurter Puppenmachers Martin Gosch ergänzt, dieses mechanische Puppenspiel stellt die Titelfigur aus Storms Kunstmärchen Die Regentrude und ihren Gegenspieler, den Feuermann, dar. Ebenfalls 2023 wurde eine Truhe aufbereitet, die Puppen aus dem Märchen Der kleine Häwelmann enthält und verschiedene Videos zu Der kleine Häwelmann zeigt.
Das 2000 eingerichtete Heinrich-Heine-Zimmer im Erdgeschoss des Gebäudes erinnert an die evangelisch-lutherische Taufe Heinrich Heines am 26. Juni 1825 in Heiligenstadt.

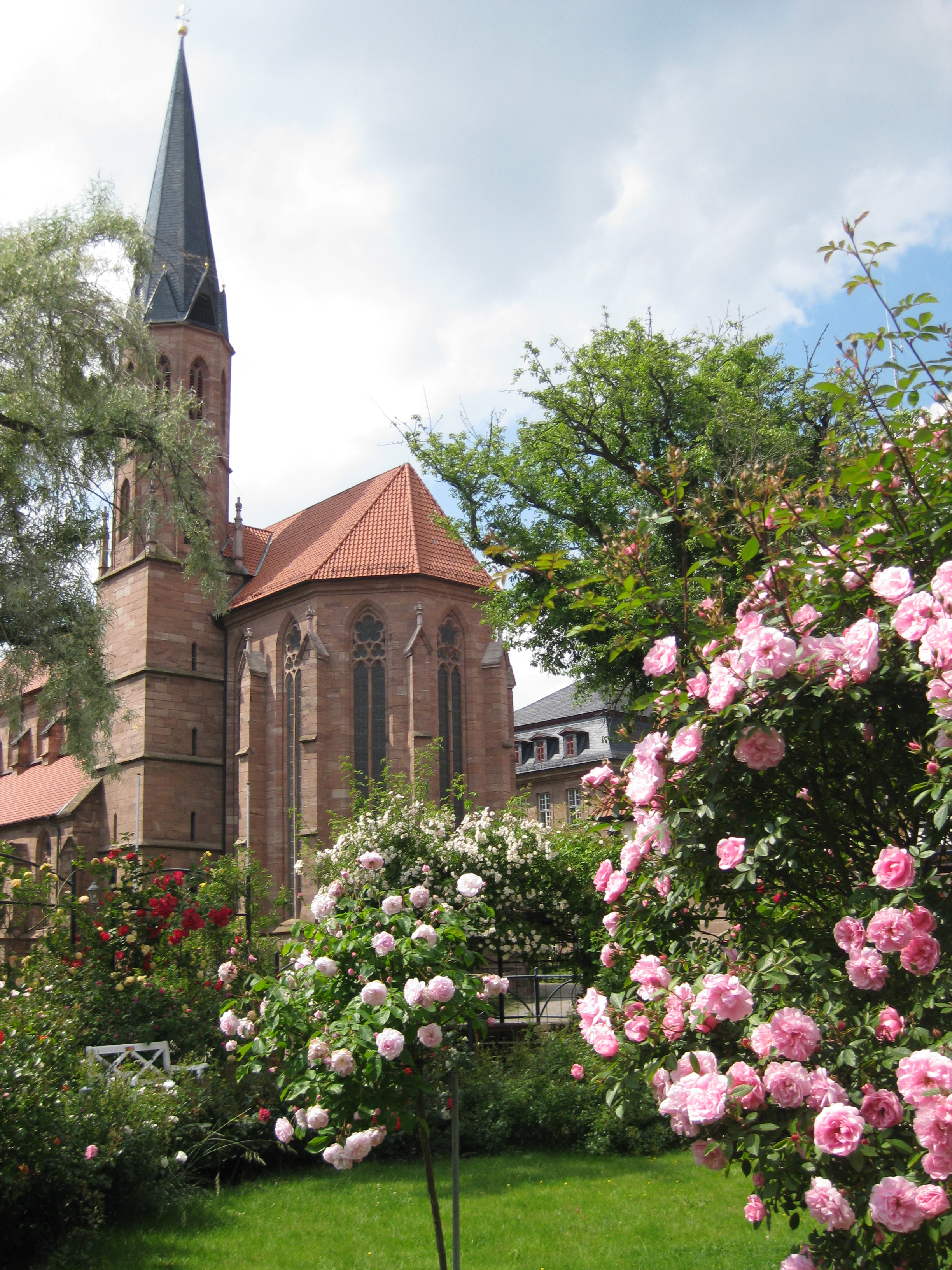
Rosengarten mit Blick auf die Martinskirche

## Rosengarten
2002 äußerte der örtliche Lions Club erstmals die Idee, den 1988 gestalteten Museumsgarten in einen Rosengarten umzuwandeln. Eine Neugestaltung war aufgrund der Abnutzungserscheinungen an Pavillon und Pergola notwendig. Die Idee eines Rosengartens fand bereitwillig Aufnahme, da Theodor Storm selbst ein Rosenliebhaber war. „Es ist wieder Rosenzeit“, war eine stehende Wendung bei Storm. Der Lions Club übernahm die Finanzierung des Projekts und der langjährige Leiter des Europa-Rosarium Sangerhausen, Ingomar Lang, die Leitung.
Die Arbeiten zur Neugestaltung begannen im Frühjahr 2006: Die Erde wurde ausgetauscht, neue Rankengitter installiert und ein neuer Pavillon mit Blick zur Martinskirche aufgestellt. Bei der Auswahl der Rosen wurde großer Wert auf historische Pflanzen gelegt, wie sie auch zu Storms Heiligenstädter Zeit hätten blühen können. Ein Großteil der Rosen kam aus einem Zuchtbetrieb aus Bad Langensalza. Die offizielle Eröffnung des Gartens fand im Juli 2006 statt. Komplettiert wurde der Rosengarten im November 2006. Der 350 Quadratmeter große Garten umfasst seitdem über 380 Pflanzen und 247 verschiedene Rosenarten.

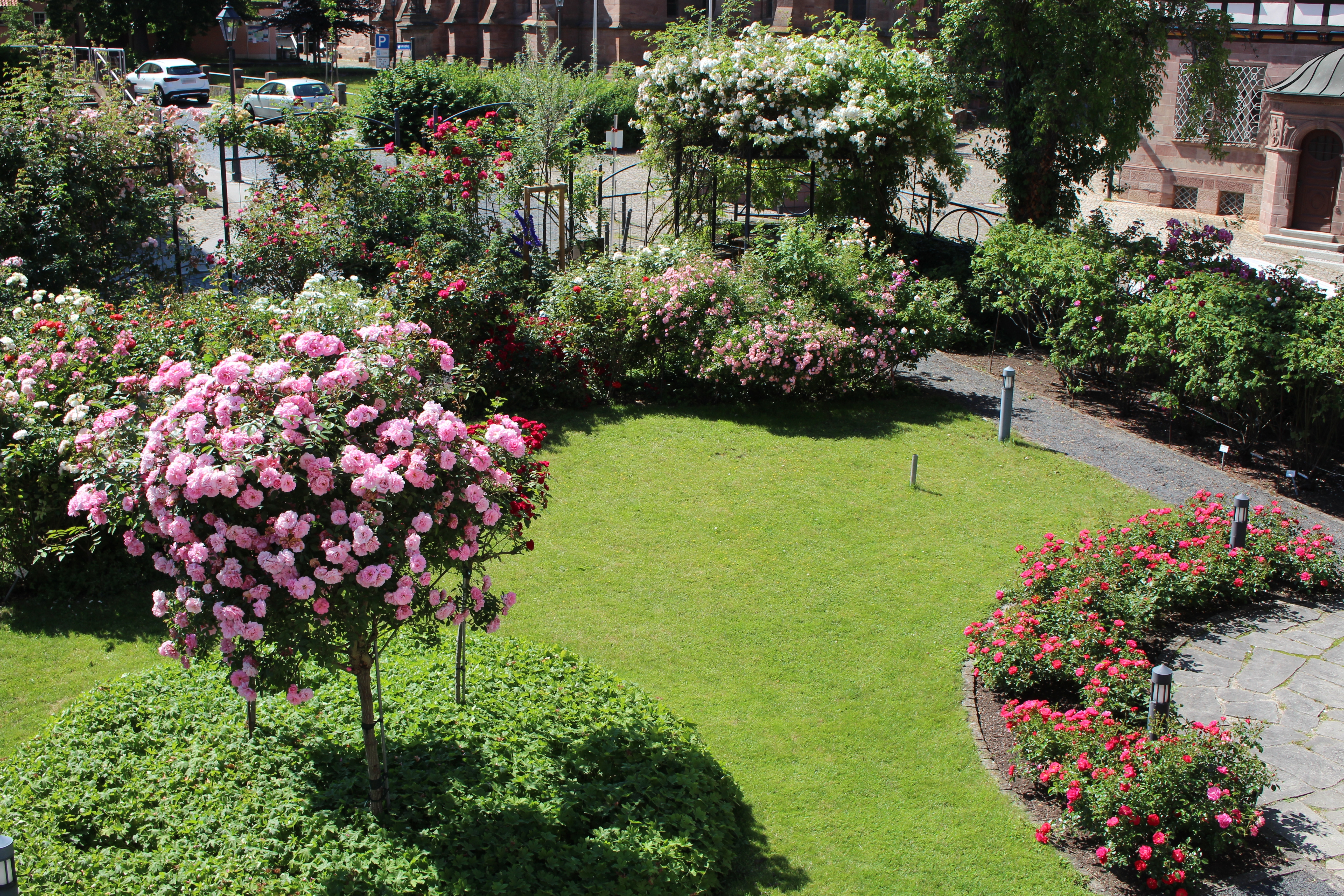
Rosengarten des Literaturmuseums in voller Blüte

Neben einem jährlichen Rosenfest im Juni, finden in den Sommermonaten im Rosengarten Lesungen und Konzerte des Literaturmuseums statt.